# Schloss Schrattenthal
Schloss Schrattenthal ist eine ehemalige Wasserschlossanlage im Süden der Stadtgemeinde Schrattenthal im Bezirk Hollabrunn in Niederösterreich. Das Schloss und die ehemaligen Wehranlagen stehen unter Denkmalschutz (Listeneintrag).

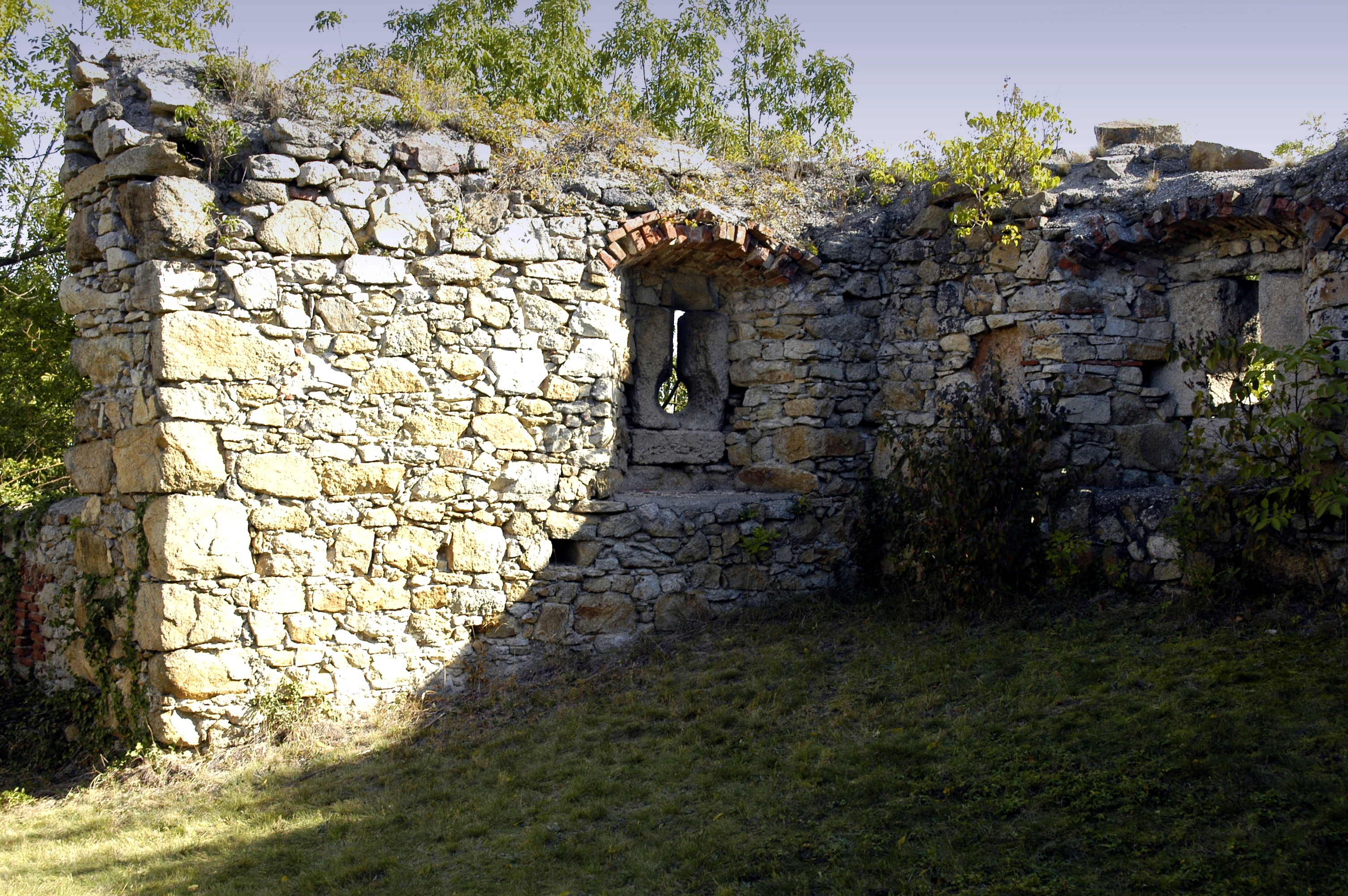
Reste der Befestigungsanlagen

Die in Privatbesitz befindliche, etwa 4,5 Hektar große Anlage mit Schloss, Vorburg und Schlosspark besteht aus verschiedenen Wohn- und Wirtschaftsgebäuden, der Schlosskapelle und ehemaligen Befestigungs- und Verteidigungsanlagen und kann besichtigt werden.
Die Schlossanlage geht auf eine Verteidigungsanlage zurück, die im Jahre 1220 erstmals urkundlich erwähnt wurde. Die im Jahre 1435 errichtete spätgotische neue Wasserburg war Teil der mittelalterlichen Befestigungsanlagen der Stadt Schrattenthal und wurde zwischen 1660 und 1719 barockisiert. Sie erhielt durch mehrere Um- und Ausbauten im 19. Jahrhundert ihr heutiges Aussehen.
Das Schloss diente als Drehort für die zwischen 1998 und 2002 entstandene Fernsehserie Julia – Eine ungewöhnliche Frau.

## Geschichte

### Mittelalter
Gegen Ende des 11. Jahrhunderts wurde im nordwestlichen Weinviertel die Grenze zu Böhmen durch eine Kette von Befestigungen gesichert, zu denen auch ein hölzerner Turm am Rittsteig in Schrattenthal zählte. Dieser wurde in einer Urkunde Herzog Leopolds VI. aus dem Jahre 1220 erstmals urkundlich erwähnt. Der Rittsteig war ein Fernweg, der von Krems nach Znaim führte. Ein Meierhof wurde in Schrattenthal 1230 erstmals erwähnt.
Die Grundherrschaft war landesfürstlich und wurde als Lehen an Ministeriale vergeben. Erster Lehensnehmer war im Jahre 1245 der Truchsess des Herzogs Friedrich II., Drusigerus de Schretentale, dem im Jahre 1291 Fuchs von Schretentale und später der Graf von Schaumburg folgte. 1382 erwarben die Grafen von Maydburg-Hardegg die Herrschaft und gaben sie als Lehen weiter.
In der ersten Hälfte des 15. Jahrhunderts gelangten die Hussiten unter anderem auch nach Schrattenthal. Im Jahre 1425 war das Gebiet umkämpft, woran die Riedenbezeichnungen Hussen vor dem Schloss und die zweite Bezeichnung Hussitenturm für den Hungerturm erinnern.
Im Jahre 1427 war Tobias von Rohr, der Besitzer von Burg Ottenstein, Lehensträger.

### Eyczinger
Am 4. April 1434 folgte Ulrich von Eyczing als Lehensträger, der Schrattenthal zu seinem Hauptsitz machte.

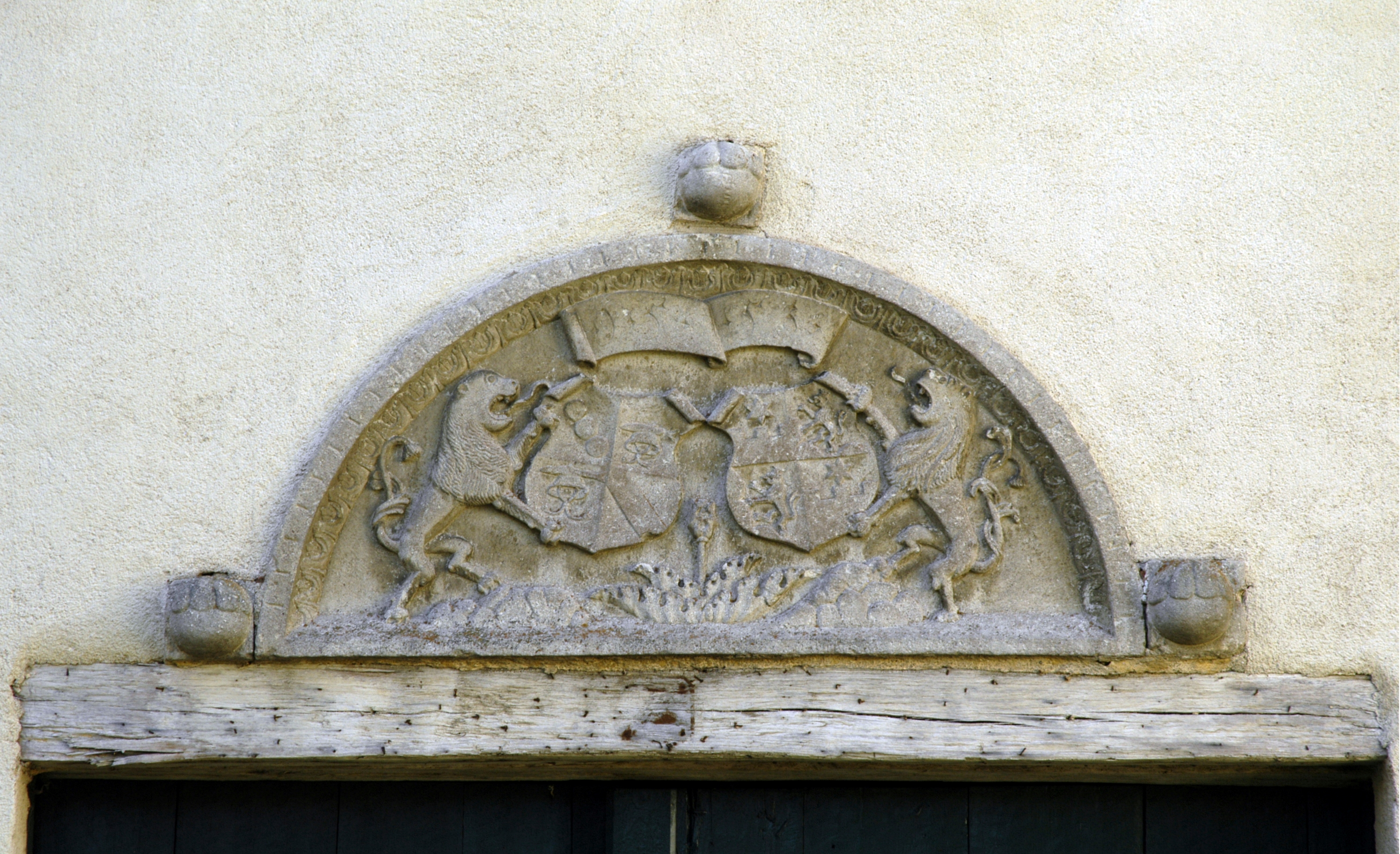
Wappen der Eyczinger über dem Portal des Presshauses

Ulrich von Eyczing befürchtete einen neuerlichen Vorstoß der Hussiten, was ihn veranlasste, im Jahre 1435 eine neue Wasserburg zu errichten, die in die Ortsbefestigung einbezogen wurde und die Südseite der Siedlung zu decken hatte. Das Wasser für den Burggraben wurde durch Entwässerung der umliegenden Sümpfe gewonnen.
Im Jahre 1439 wurde Ulrich von Eyczing vom Kaiser in den Freiherrnstand erhoben und wurde Hubmeister von König Albrecht II. Dies brachte ihm ein beträchtliches Vermögen ein, so dass er die Herrschaft 1448 als Freies Eigen erwerben konnte. Zwischen 1451 und 1458 war Schrattenthal während des Streites der Niederösterreichischen Stände mit Kaiser Friedrich III. wiederholt Tagungsort der Aufrührer. Im Jahre 1457 weilten der spätere König Georg von Böhmen und der Bischof von Passau auf Schloss Schrattenthal. Ulrich von Eyczing starb am 20. November 1460 im Alter von 62 Jahren an der Pest und wurde in der Pfarrkirche Schrattenthal bestattet. Nach ihm verwaltete sein Bruder Stephan den Besitz. Da der Kaiser bei der Familie beachtliche Schulden hatte, erhielt Stephan unter anderem für Schrattenthal zahlreiche Rechte, so etwa die Stadterhebung am 18. September 1472.
Im Jahre 1479 teilte Stephan von Eyczing den Besitz auf seine vier Söhne auf, wobei Schrattenthal an die beiden ältesten, Martin und Georg, ging. Nachdem die Herrschaft in den folgenden Jahren mehrmals den Besitzer gewechselt hatte, gelangte sie schließlich an Michael Freiherr von Eyczing. Am 10. Juli 1522 wurde dieser wegen Rebellion und Hochverrats angeklagt und hingerichtet; alle seine Güter wurden eingezogen. Seinem Sohn Ulrich IV. Freiherr von Eyczing und dessen Bruder Christoph gelang es schließlich, den Familienbesitz wieder zu erlangen.
Während der Reformation war Schloss Schrattenthal von 1567 bis 1620 ein Hauptstützpunkt und Tagungsort der evangelischen Stände, die im Jahre 1570 in der heutigen Scheune eine evangelische Kirche einrichteten. Bis zum Jahre 1620 blieb Schrattenthal im Besitz der Eyczinger, die im Zuge der Gegenreformation geächtet wurden, was zur Konfiszierung des Besitzes führte. Letzter Eyczinger war Philipp Christoph Freiherr von Eyczing, mit dessen Tod die Eyczinger ausstarben. Ein Großteil des Erbes und das Familienwappen gingen an Christoph Freiherr von Bräuner, einen Verwandten der Eyczinger.

### 1620 bis 1946
Im Jahr 1620 wurde Eleonora Gonzaga, Gemahlin von Kaiser Ferdinand II., die neue Besitzerin. Von 1621 bis 1660 besaßen die Grafen von Strozzi die Herrschaft, welche die Obersthofmeisterin der Kaiserin, Gräfin Oktavia von Strozzi, von dieser erhalten hatte. Im Jahre 1645 wurde Schrattenthal von den Schweden erobert, die von März bis Oktober 1645 mit ihrem General Lennart Graf Torstensson in der Stadt blieben und im Schloss ihr Hauptquartier aufschlugen.

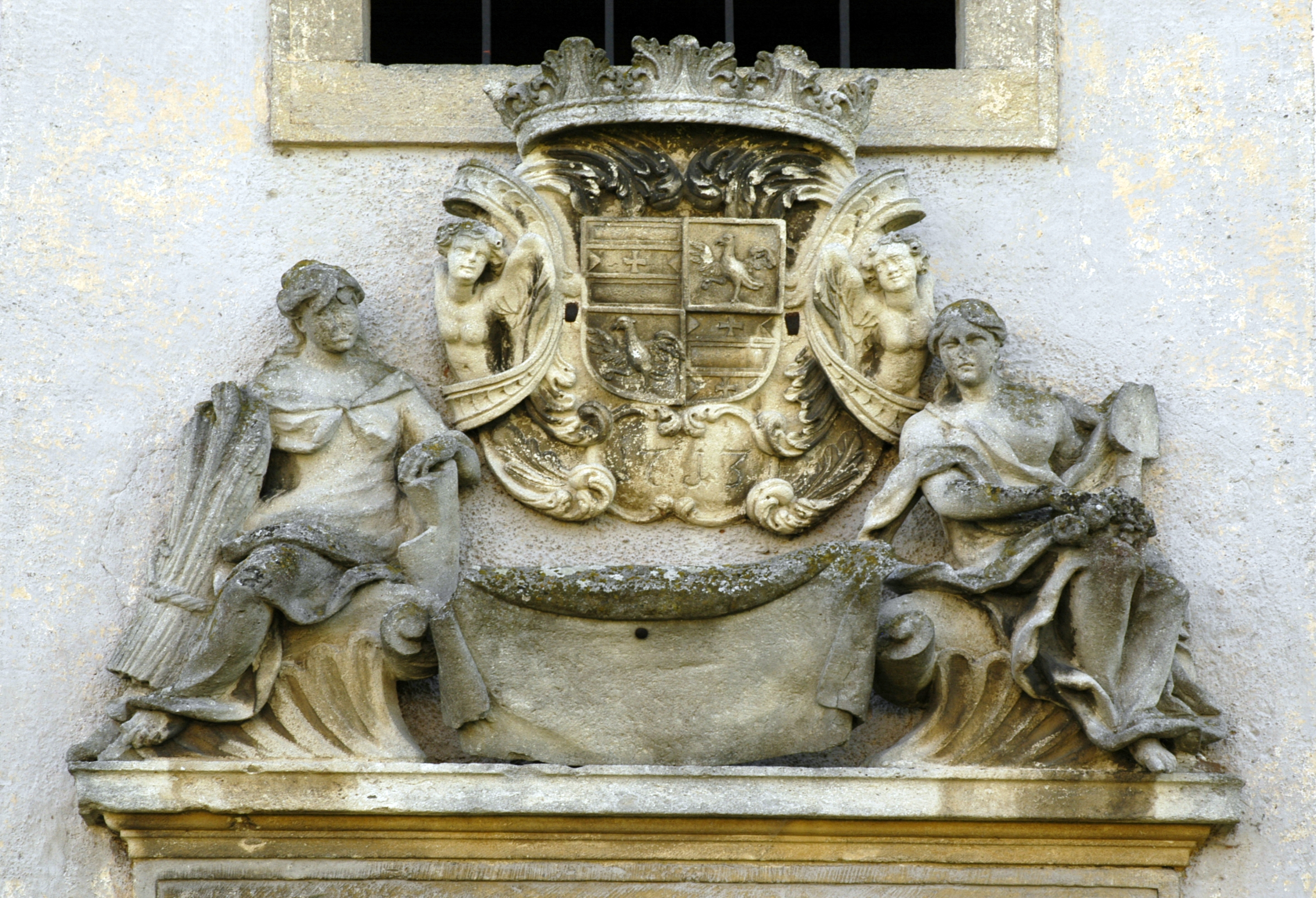
Wappen Putz von Adlersthurm über dem Portal des Schüttkastens

1660 erwarb Markus Putz Freiherr von Adlersthurm den Besitz und ließ die militärisch bedeutungslose und im Dreißigjährigen Krieg teilweise zerstörte Wasserburg ab dem 1670 im Barockstil in das heutige Wohnschloss umbauen.
Seine Tochter Maria Theresia Esther (* 13. September 1686 in Schrattenthal; † 27. April 1740 in Prag), die seit 24. November 1705 mit Ludwig Reichsgraf von Hartig verheiratet war, vollendete bis 1719 den Bau und ließ im Norden des Schlosses einen Park mit Fasanengarten, Jägerhaus und Sommerpavillon anlegen. Der gesamte Umbau war 1750 abgeschlossen.
Im Jahre 1797 kaufte Johann Jakob Freiherr von Chartard das Schloss, veräußerte es jedoch bereits 1803 an Anton August Reichsgraf von Attems, der einige Umbauten vornehmen ließ. Die Gartentore und das Stiegenhaus stammen aus der Zeit seiner Herrschaft. Nach den Franzosenkriegen wurde der Schlosspark im englischen Stil umgestaltet und erweitert.
In den Jahren 1822 und 1826 war Nikolaus Lenau auf Einladung seines Schwagers Anton Xaver Schurz, der zu dieser Zeit Verwalter der Herrschaft war, im linken Schlosstrakt zu Gast. Eine Tafel am Eingang zum Torturm erinnert an diese Besuche. Schurz verfasste nach dem Tod von Lenau eine Biografie des Dichters (1855, 2 Bände), die ein wichtiges Quellenwerk für die Lenau-Forschung ist.
Als im Jahre 1848 die Grundherrschaften aufgehoben wurden, wählten die Bürger von Schrattenthal Hermann Graf Attems, den letzten Herrschaftsinhaber, zum Bürgermeister. Ihm folgten als Schlossherren Friedrich Steininger (1869–1871) und Theodor Freiherr von Offermann, der mehrere Umbauten und Modernisierungen vornehmen ließ. Zwischen 1911 und 1917 war das Schloss im Besitz von Prinz Friedrich von Schönburg-Waldenburg, der auf dem Gelände einen Rennstall unterhielt. Ihm folgte als Guts- und Schlossherrschaft die Familie Schumpeter, die den Besitz im Jahre 1924 an Erwin Schubert zunächst verpachtete und 1932 verkaufte.
Im Jahre 1945 wurde im Schloss ein russisches Militärlazarett eingerichtet. Ein Jahr später zog die Besatzung wieder ab und das Lazarett wurde aufgelassen.

### Jüngere Geschichte
Das Schloss befindet sich gegenwärtig im Besitz der Familie Schubert. Brigitte Schubert, die Gattin des Eigentümers Karlheinz Schubert, ist seit dem Jahre 1986 damit beschäftigt, die einzelnen Gebäude des Areals zu restaurieren. In den Bauten des äußeren Schlosshofes sind meist Wohnungen untergebracht.

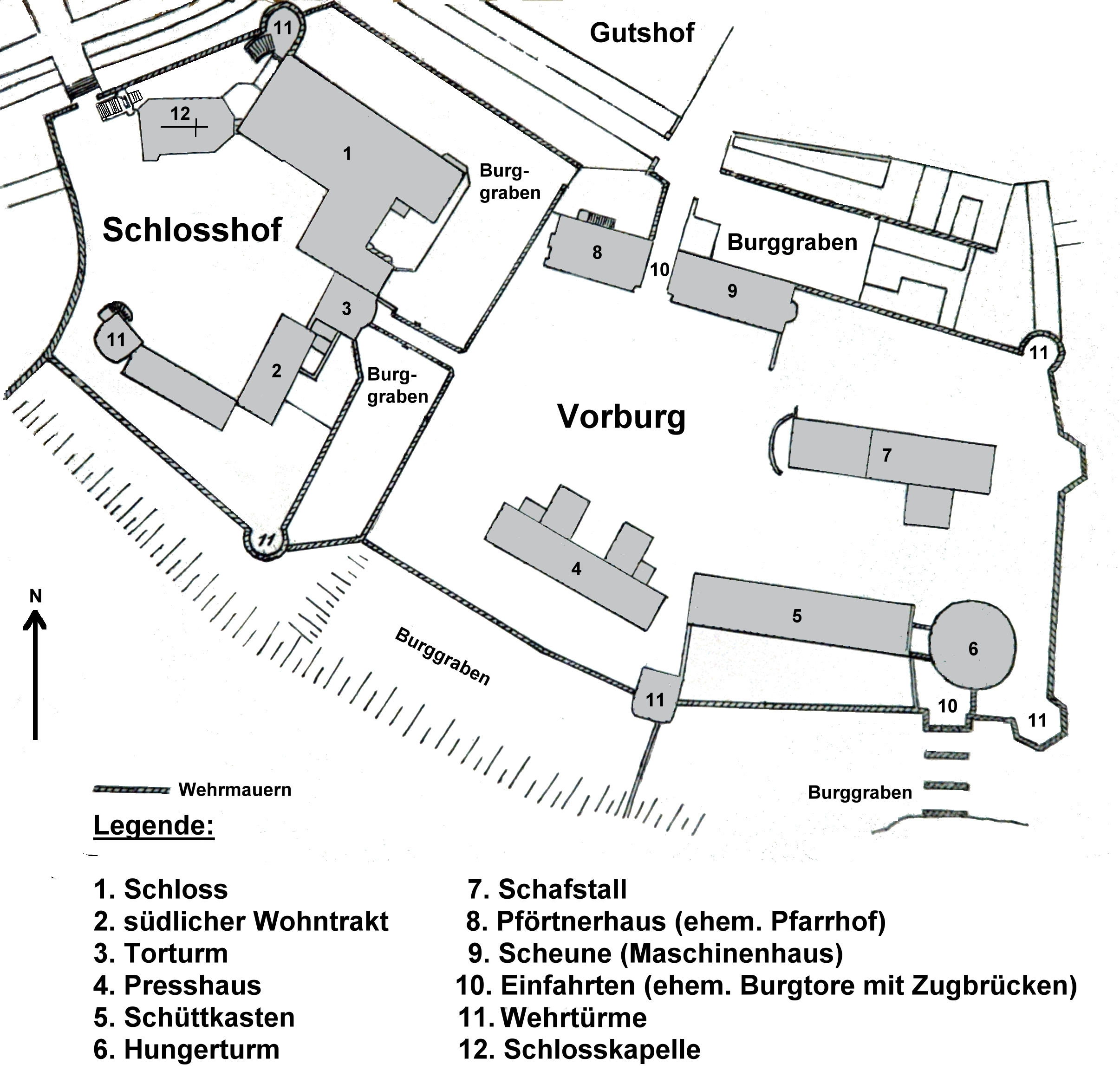
Plan der Schlossanlage

## Beschreibung der Objekte
Die weitläufige Anlage nimmt die gesamte Südseite des Stadtgebietes von Schrattenthal ein. Sie besteht aus Wohn- und Wirtschaftsgebäuden sowie Befestigungsanlagen. Im 13. Jahrhundert wurde eine einfache Verteidigungsanlage erstmals urkundlich erwähnt. Die im Jahre 1435 errichtete spätgotische Stadtburg wurde zwischen 1660 und 1719 barockisiert und ab dem 19. Jahrhundert mehrmals aus- und umgebaut.
Die Anlage ist etwa 300 × 150 Meter groß und wird von einer mit Bastionen verstärkten Bruchsteinmauer aus der Mitte des 15. Jahrhunderts ergänzt. Ein Teil dieser Mauer musste nach einem Teilabsturz im Jahre 2010 wieder aufgebaut werden. Etwa drei Fünftel der Gesamtfläche entfallen auf die großräumige Vorburg, die durch tiefe, aus dem Fels gehauene Gräben gesichert ist.

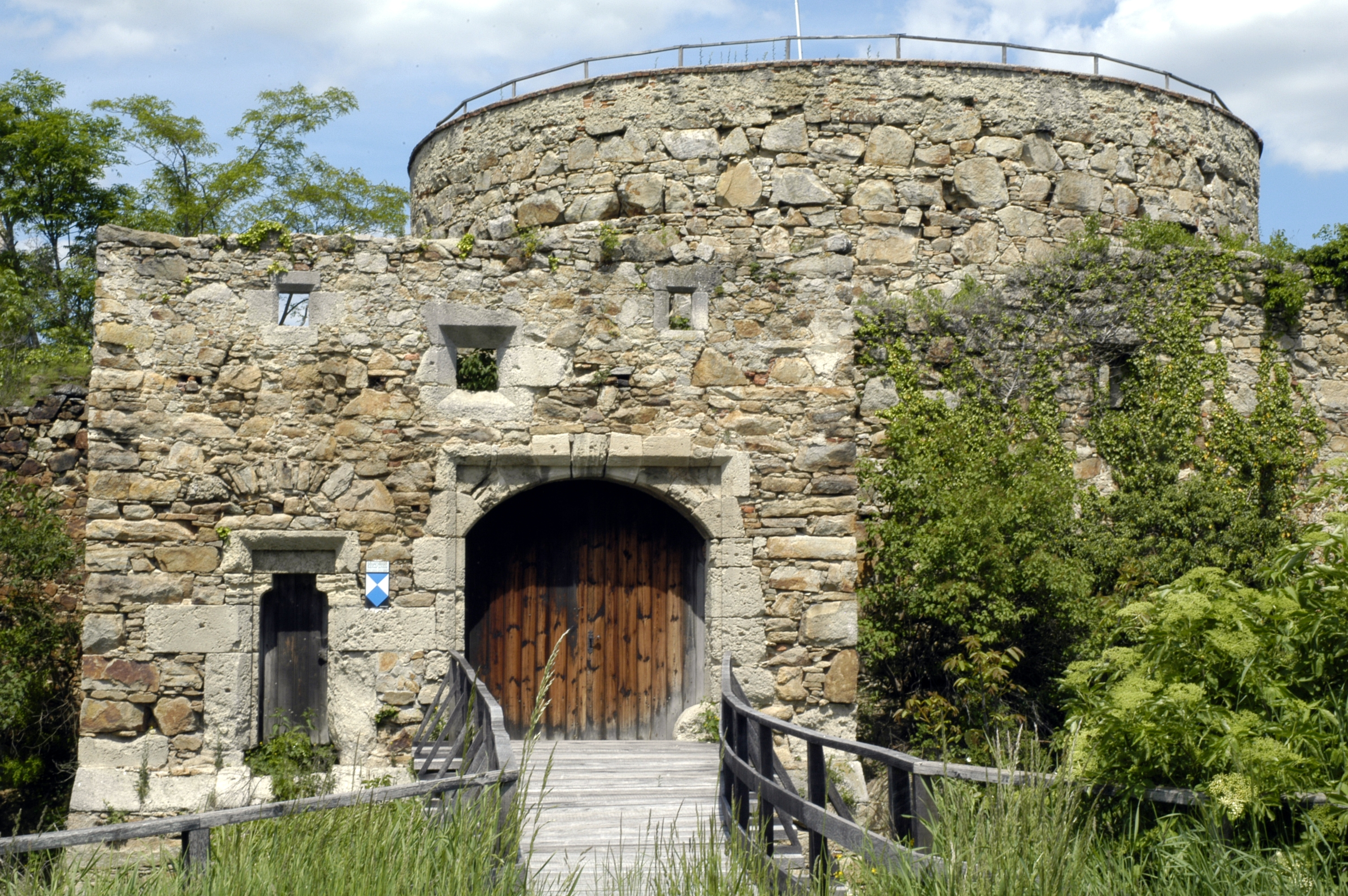
Südlicher Zugang zur Vorburg beim Hungerturm

Über eine Brückenzufahrt führt der Weg aus der Stadt zunächst auf das Gelände der Vorburg, die aus mehreren Gebäuden besteht. Eine Steinbrücke über den heute trockenen Graben wird von Statuen der Heiligen Johannes Nepomuk und Antonius von Padua flankiert. Sie ersetzte die ursprüngliche Zugbrücke und führt von der Vorburg auf den halbrunden Torturm zu, bevor der Hof des Schlosses erreicht wird. Im Jahre 1991 wurden die beiden Statuen und die Brüstung der Brücke saniert. Eine Totalsanierung der Zufahrt wurde im Jahre 1997 mit einer Niveaubegradigung und der Herstellung einer neuen Pflasterung begonnen und im Jahre 2001 abgeschlossen.
Ein zweiter Zugang zur Vorburg ist im Süden im Bereich des Hungerturmes, wo eine Brücke über den Burggraben zu einem Tor in der Befestigungsmauer führt. Neben diesem Tor ist eine kleine Schlupfpforte.

### Schloss
Bei dem aus dem 14. und 15. Jahrhundert stammenden Schloss handelt es sich um eine zweigeschoßige, unregelmäßige Zweiflügelanlage. Sie liegt südlich eines in der Stadtsiedlung gelegenen großen Wirtschaftshofes, von dem sie durch den ehemaligen Wassergraben getrennt ist.

#### Außen

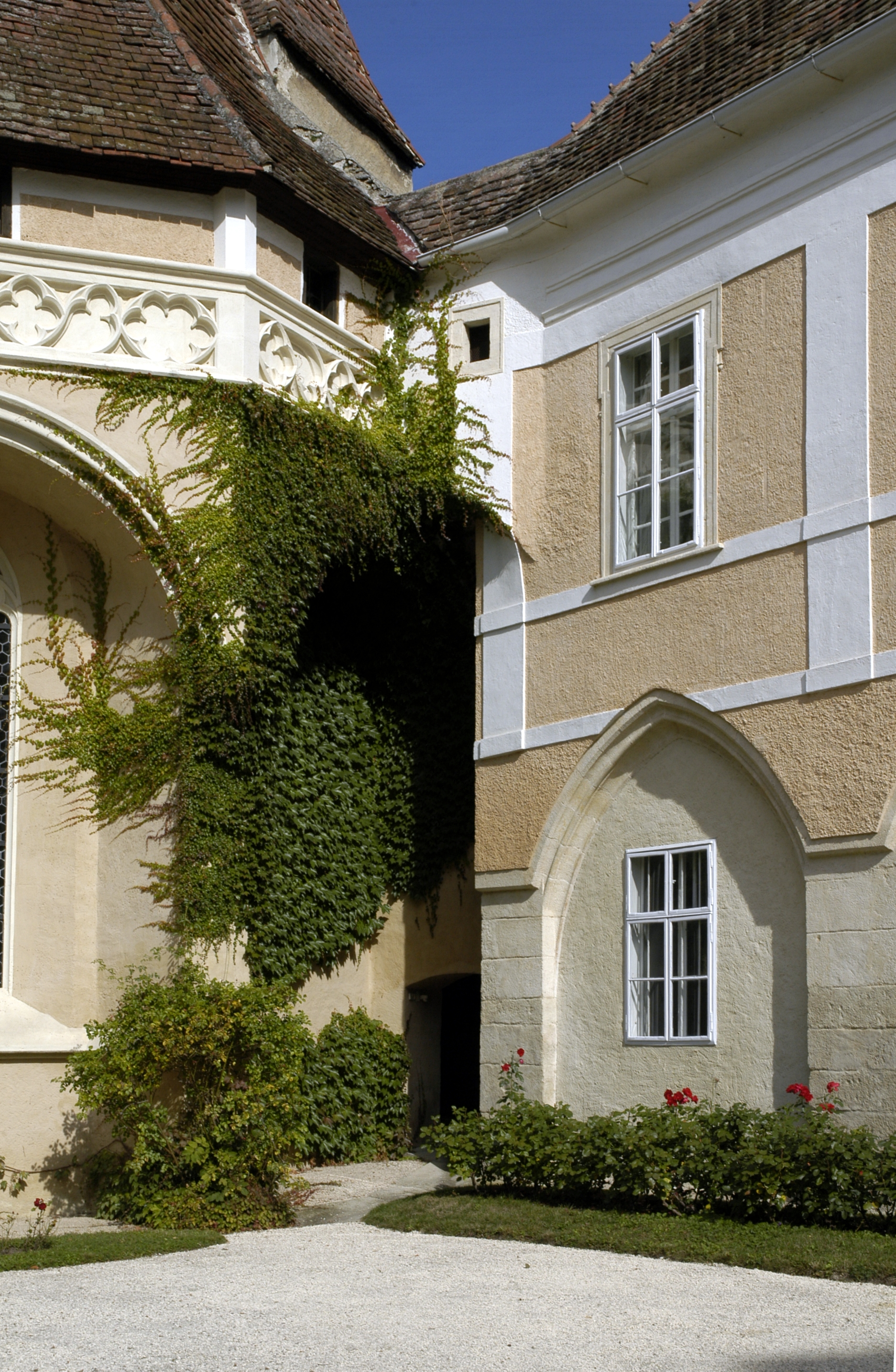
Schlosskapelle mit Wehrgang und Schloss mit einem Teil der vermauerten Laube im Erdgeschoß

Der Haupttrakt (Nordtrakt) des Schlosses ist ein langgestrecktes Gebäude mit Walmdach und umlaufendem gekehlten Traufgesims aus der Zeit um 1700. Die Fassade ist durch Lisenen und putzfaschengerahmte Fenster mit gekehlten Sohlbänken gegliedert.
Das Wohnschloss stammt im Kern aus der Spätgotik und ist aus der damaligen Wasserburg durch Überbauung des Zwingers hervorgegangen. Im 17. Jahrhundert wurde es durch die Freiherrn von Adlersthurm barockisiert.
An der Südfassade des Nordtraktes blieben im Erdgeschoß drei verstäbte spätgotische Fenster erhalten. Die zunächst vorhandene dreiachsige, offene, spitzbogige Laube wurde später zugemauert.

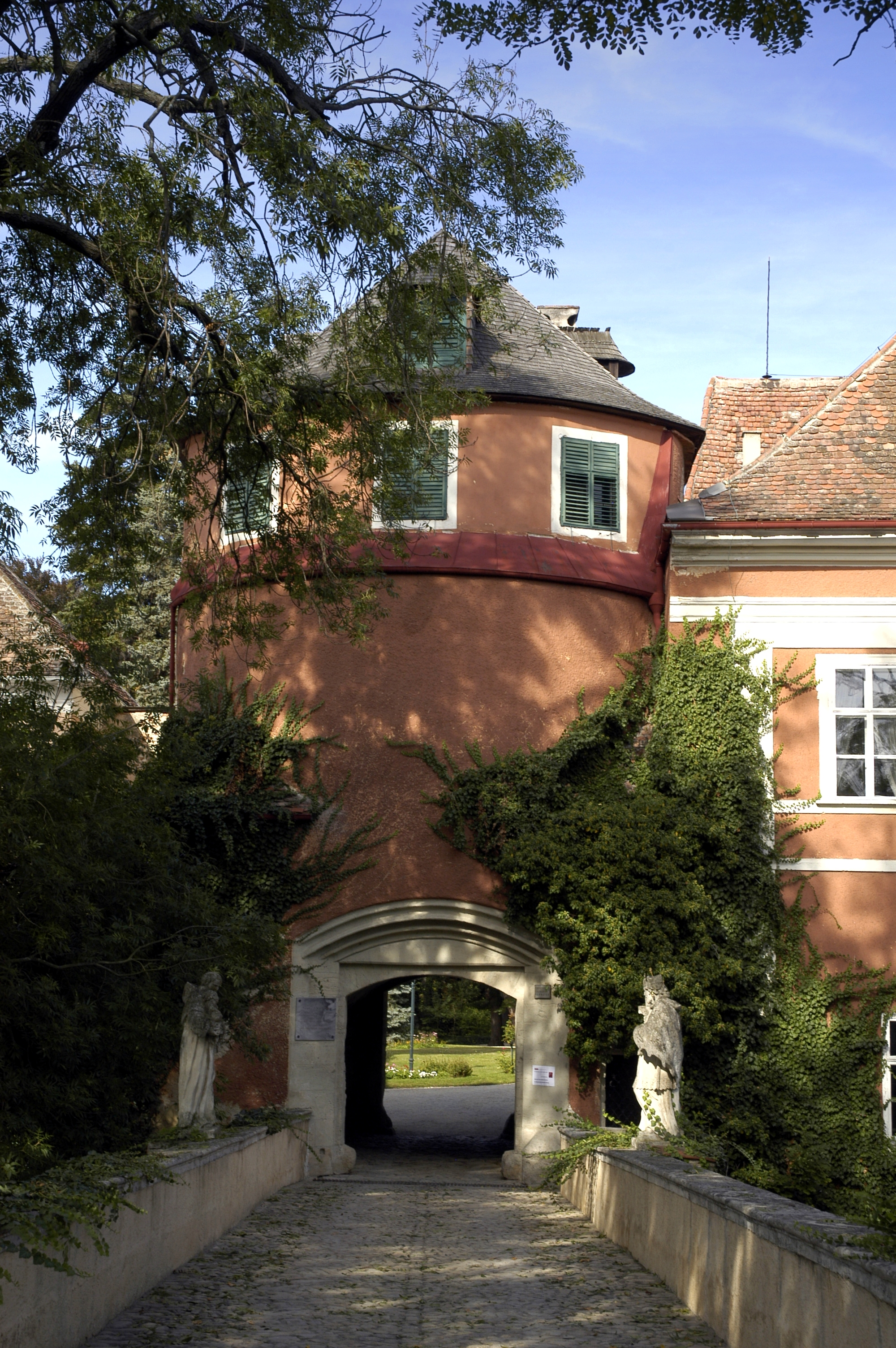
Der Zugang durch den Torturm

An der Ostseite ist durch einen Anbau an den Torturm und den vorgezogenen Kopf des langgestreckten Nordflügels ein ehrenhofartiger Terrasseneinsprung mit Balustradenabschluss entstanden.
Der spätgotische Torbau in der Achse der Brücke teilt den an den Nordtrakt rechtwinkelig anschließenden langen Südosttrakt. Dieser wurde vermutlich als Schüttkasten verwendet und im 16. Jahrhundert als Wohngebäude ausgebaut. Der Turm aus der Mitte des 15. Jahrhunderts hat ein abgerundetes barockes Aufsatzgeschoß über einem breiten Gesims und ein mächtiges Portalgewände mit profiliertem Segmentbogenabschluss. Seitlich befindet sich eine Mannspforte. Die Portalgewände wurden im Jahre 1997 restauriert, im Jahre 2009 erfolgte die Instandsetzung des Gewölbes in der Toreinfahrt. Der nördlich des Tores gelegene Teil dieses Traktes trägt ein Satteldach, der Teil im Süden ein Schopfwalmdach. Die Dächer wurden im Jahre 2002 mit Schindeln neu eingedeckt. Die Turmwohnung wurde im Jahre 1994 saniert; anlässlich einer neuerlichen Komplettrestaurierung im Jahre 2000 erfolgte der Einbau von Sanitärräumen.
Südlich des Torturmes bilden tonnengewölbte Kasematten das Kellergeschoß des südlichen Wohntraktes, dessen Fassade, Dach und Kamine im Jahre 1998 instand gesetzt wurden. Ein weiterer Kamin wurde im Jahre 2003 hergestellt und in den Jahren 2010 und 2012 die Fassade restauriert.
Gegen Westen hin schließt sich an diesen Gebäudeteil ein vermutlich aus dem 16. Jahrhundert stammender ehemaliger barocker Pferdestall in Mischmauerwerk mit Stichkappe an. Er wurde im Jahre 2009 als Garage umgebaut.
Westlich folgt das sogenannte Mehltürml, das im späten Mittelalter als halbrunder Schalenturm errichtet und im 19. Jahrhundert zu einem neugotischen zweigeschoßigen Gartenpavillon umgebaut wurde. Die Fassade wurde im Jahre 1988 restauriert.
In der als Allee nach Westen sich fortsetzenden Hauptachse des Nordtraktes führt eine Freitreppe mit vasenbekrönten Torpfeilern aus der zweiten Hälfte des 18. Jahrhunderts zu einem Parkportal mit Resten der Beringmauer. Rechts davon, an der Nordwestecke der Kapelle, führt die Ritterstiege zur Nordwestecke der ehemaligen Befestigungsanlage.
Im Jahre 1987 wurde das Dach des Schlosses saniert, zwei Jahre später wurden Glaser- und Malerarbeiten ausgeführt und die Fenster saniert. Die Verlegung aller Stromleitungen auf dem Schlossareal als Erdkabel erfolgte im Jahre 1995. Die Fassade, die Fenster- und Türgewände und der gotischen Spitzbögen wurden im Jahre 1999 restauriert. Im Jahre 2005 wurden die Mauern unterhalb der Ritterstiege instand gesetzt, 2006 folgte die Instandsetzung der Stiege. Eine Hackschnitzelheizung sorgt seit dem Jahre 2008 für die Beheizung der Schlossräumlichkeiten. Die Restaurierung der barocken Parkpfeiler, der Balustrade und der Vasen an der Ritterstiege fand im Jahre 2011 statt.

#### Innen

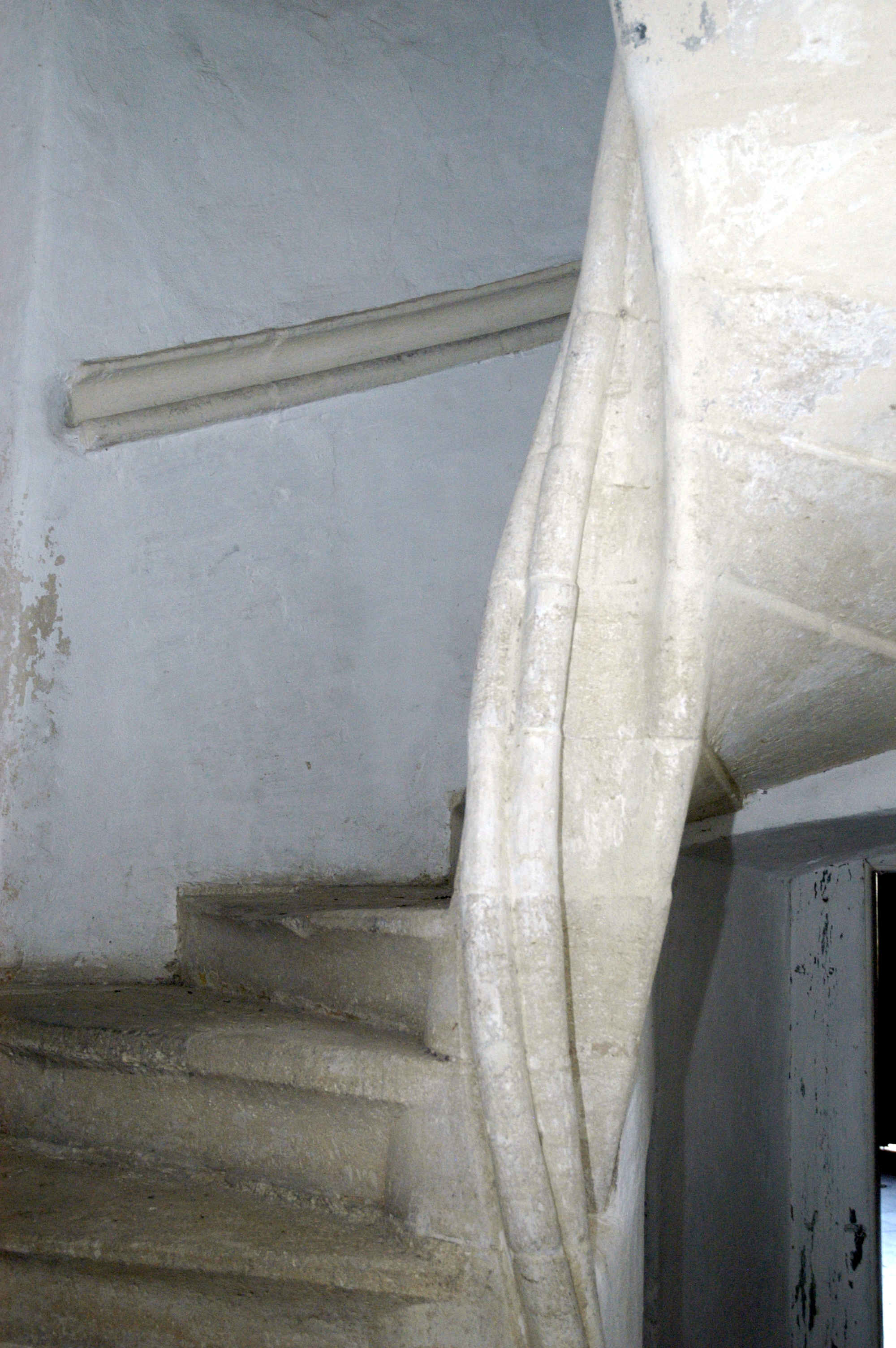
Gotische Wendeltreppe

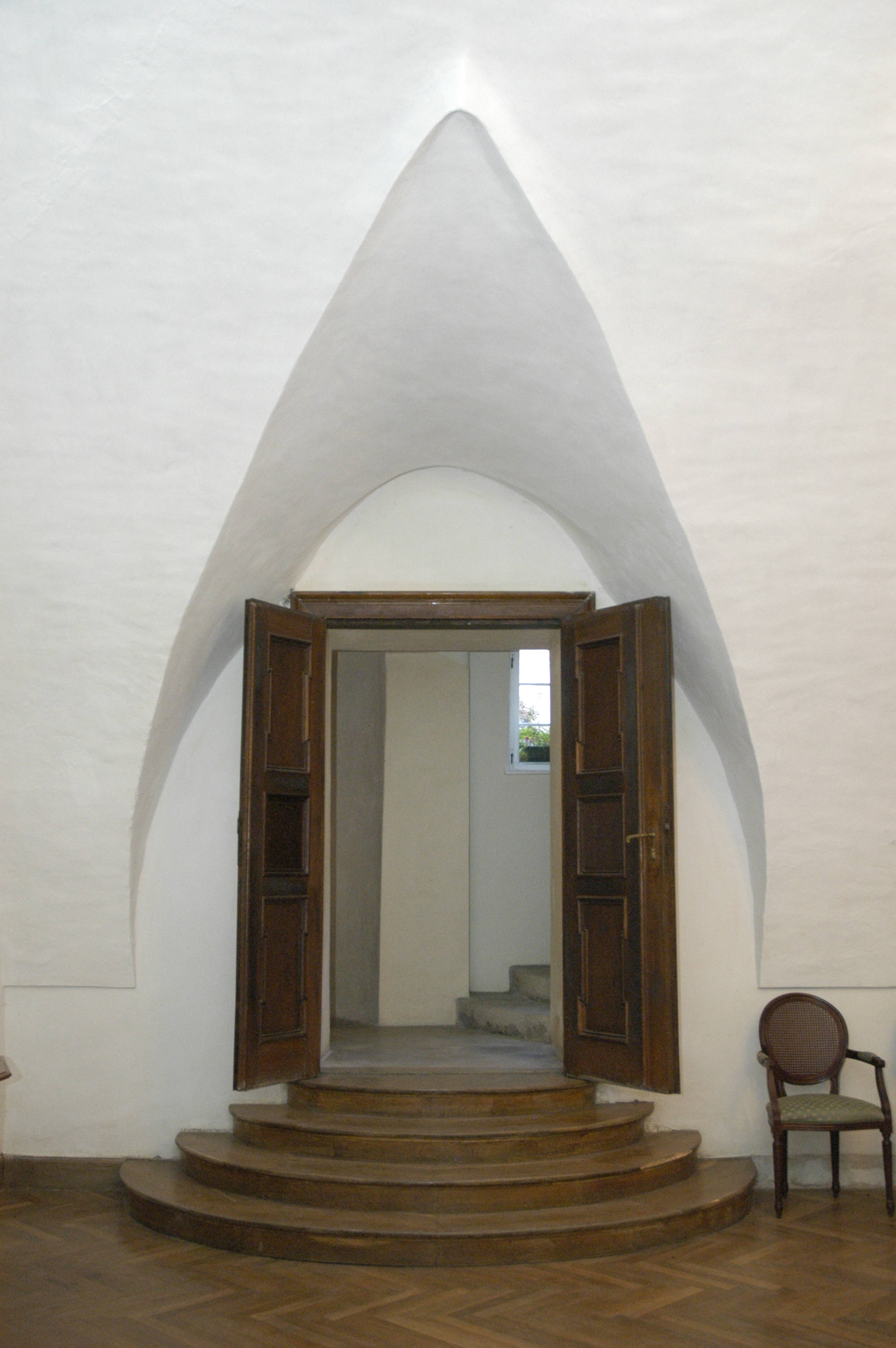
Stichkappe im Erdgeschoß

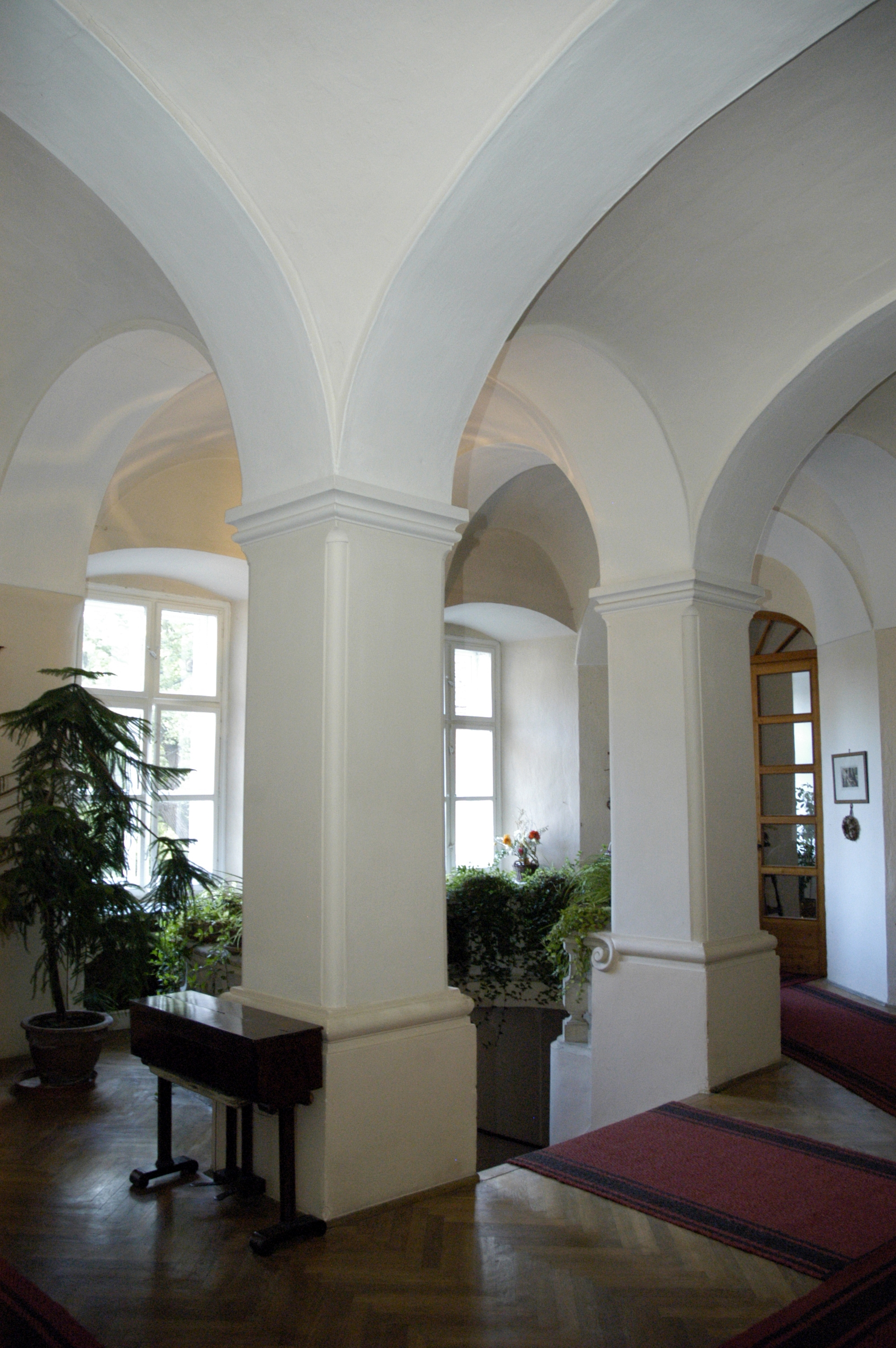
Pfeilerhalle im Obergeschoß

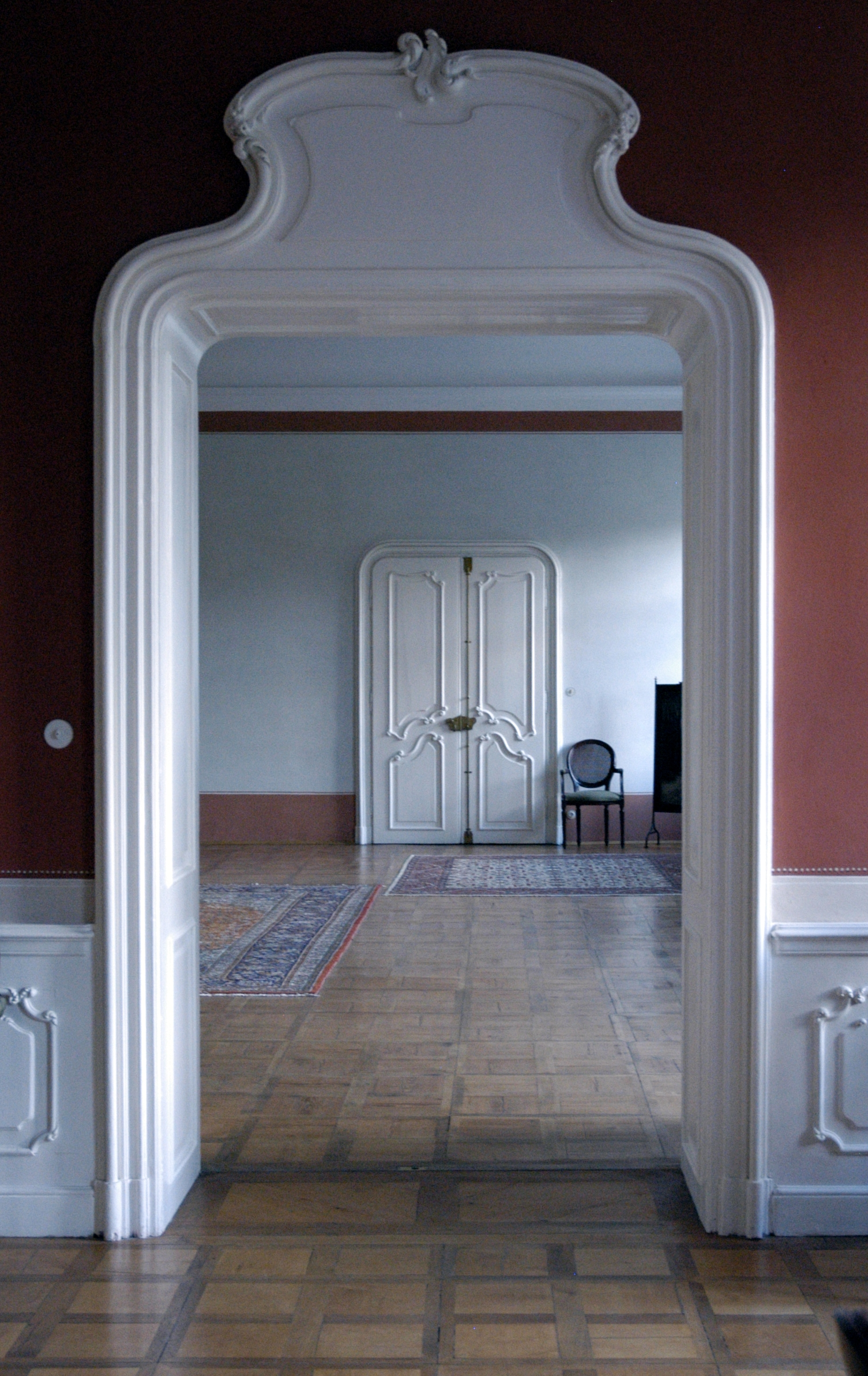
Die äußere Saalflucht

Die Räume des Haupttraktes sind durchwegs barockisiert, lediglich eine Wendeltreppe mit Handlauf stammt noch aus der Spätgotik. Die Räume des Erdgeschoßes sind mit Stichkappen überwölbt, das Obergeschoß hat Flachdecken. Diese Decken haben teilweise Stuckspiegel aus der zweiten Hälfte des 17. Jahrhunderts. In der Längsachse verläuft ein mit einer Hufeisentonne auf kräftigen Gesimsen überwölbter Mittelflur. Die Türen der äußeren Saalflucht haben Rahmungen aus den Jahren 1911/1917. Ein barockes Stiegenhaus mit einer platzlgewölbten Pfeilerhalle im Obergeschoß aus der Zeit um 1700 befindet sich in der Nordostecke.
Im Jahre 1986 erfolgten die Verlegung elektrischer Leitungen, eine Sanierung der Fußböden und der Malerei und die Einrichtung einer Küche. Die Restaurierung der Fußböden, der Malerei, der Fenster und Türen, der Lamperie, der Elektrik und der Heizung im Großen Festsaal geschah im Jahre 2001; im Jahre 2007 wurde der Fußboden in der Gästesuite und im Cateringraum instand gesetzt sowie WC-Anlagen in der Halle eingebaut.
Im Torturm befinden sich an beiden Wänden der tonnengewölbten Einfahrt durch kleine Säulen getrennte Sitznischen aus der Mitte des 15. Jahrhunderts mit profilierten Segmentbögen. Beide Geschoße sind mit Stichkappen, vermutlich aus der Zeit des Ausbaues in der zweiten Hälfte des 17. Jahrhunderts, überwölbt.
Im Obergeschoß des südlichen Wohntraktes, das über eine aus der Bauzeit stammende Wendeltreppe erreicht wird, befand sich ursprünglich ein Festsaal mit einer aus dem 16./17. Jahrhundert stammenden Kassettendecke, die im Jahre 1999 restauriert wurde. Unter dieser verläuft eine gemalte Galerie mit Figuren aus allen Gesellschaftsschichten, die im dritten Viertel des 18. Jahrhunderts angefertigt und in den Jahren 1999/2000 restauriert wurde. Im Jahre 2003 erfolgten eine Restaurierung nach Abbruch barocker Einbauten und die Freilegung einer Renaissance-Kassettendecke. Zu einer Gesamtrestaurierung des Roten und Grünen Salons kam es im Jahre 2004 und im Jahre 2008 war eine neuerliche Innenrestaurierung erforderlich. Die Instandsetzung von Fußböden in verschiedenen Räumen und im 27 Meter langen Gang folgte im Jahre 2009. Zwei Jahre später mussten die Renaissancekassettendecke und die Tramdecke zum Dachboden gesichert werden. Nachdem ein Befall durch Hausschwamm festgestellt worden war, mussten die dadurch aufgetretenen Schäden behoben werden und es war Vorsorge gegen ein neuerliches Auftreten zu treffen.
Der ehemalige Pferdestall hat einen gepflasterten Boden mit einem über die ganze Länge mittig verlaufenden Güllekanal. An der hinteren Längswand ist noch eine steinerne Tränke erhalten.
Das Obergeschoß des Mehltürmls, das im 19. Jahrhundert als Kutscherwohnung diente, ist als kreuzgratgewölbte Türmerstube ausgebaut.

#### Ausstattung
Die Räumlichkeiten des Schlosses werden von den Besitzern als private Wohnräume genutzt und sind nicht öffentlich zugänglich, eine Beschreibung der Ausstattung ist daher nicht möglich.

### Schlosskapelle
Die dem heiligen Martin geweihte, in den Jahren 1436 bis 1438 von Ulrich von Eyczing erbaute geostete Schlosskapelle schließt sich westlich schräg an das Schloss an. Das Patronat erhielt seine Bestätigung durch das Konzil von Basel.

#### Außen

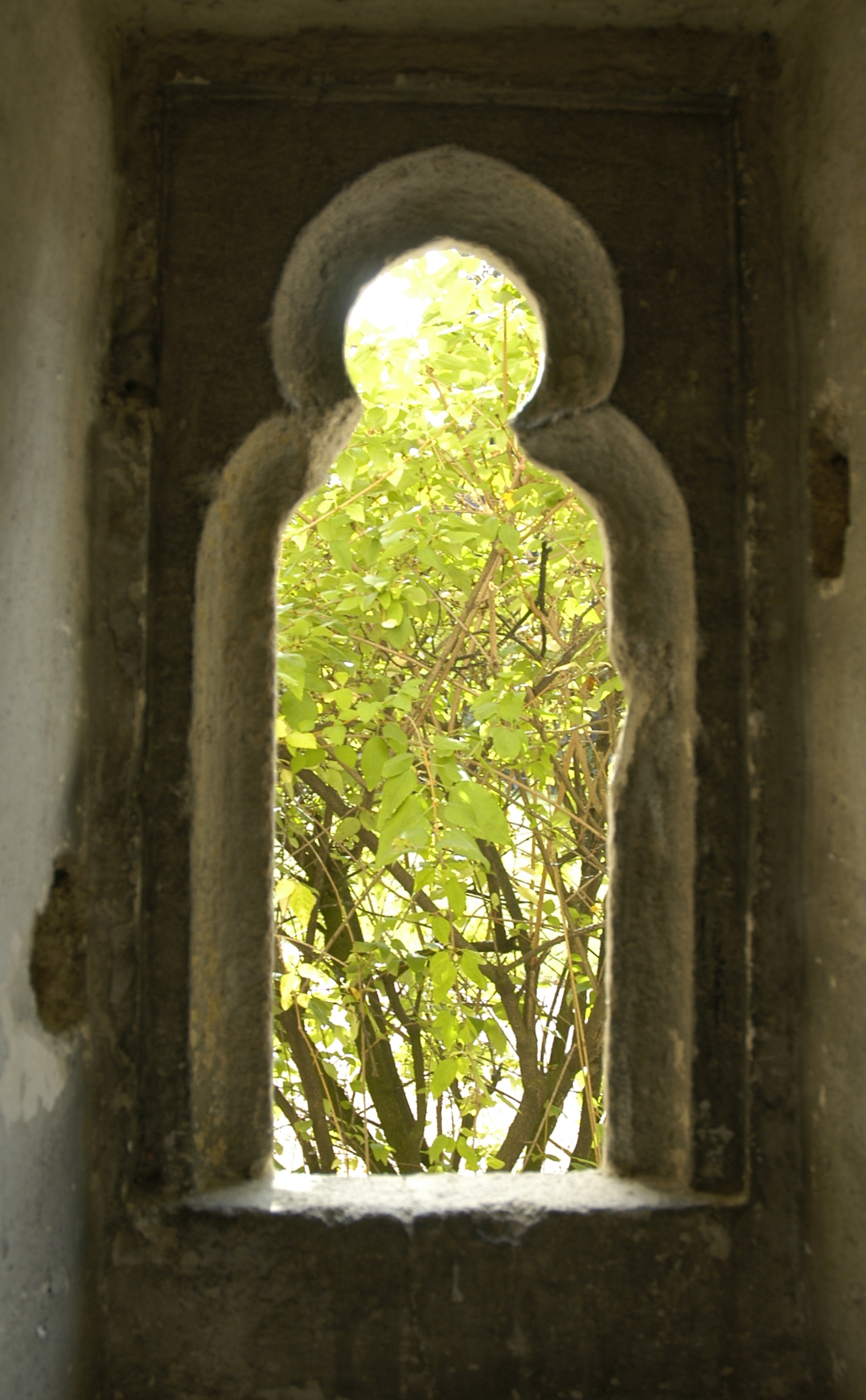
Dreipassluke im Treppentürmchen

Die nahezu frei stehende Schlosskapelle mit ihrem hinter einer Maßwerkbrüstung über die gesamte Südseite verlaufenden Wehrgang unter dem hohen, mit einigen Dachgauben versehenen Ziegeldach wurde als spätgotische Wehrkirche erbaut. Der Wehrgang ist am Chorscheitel durch einen ursprünglich offenen Gang, der im Barock gedeckt wurde, mit dem Schloss verbunden. Unterhalb des Wehrganges sind profilierte Spitzbogenarkaden zu Nischen eingefügt, in denen sich die Fenster befinden. Zwischen den einzelnen Nischen stehen starke Strebepfeiler. An der südlichen Hofseite befindet sich oberhalb des profilierten Spitzbogenportals mit spätgotisch beschlagenem Tor ein niedriges dreiteiliges Maßwerkfenster, nach Osten gefolgt von je einem hohen dreiteiligen und zweiteiligen Maßwerkfenster. Ein weiteres zweiteiliges hohes Maßwerkfenster dient der Belichtung des Chores. Unterhalb der Fenster befindet sich ein umlaufendes Kaffgesims. Ein Strebepfeiler trägt unten eine Sonnenuhr. Eine Renovierung der Fassade erfolgte im Jahre 2000.
An der Südwestecke der Kapelle ist ein Treppentürmchen mit barockem Aufsatzgeschoß angebaut, zu dem eine Wendeltreppe vom Inneren der Kapelle führt. Diese Treppe, die ihr Licht über schmale Dreipassluken erhält, bildet gleichzeitig den Zugang zur Empore. Das Türmchen trägt ein Pyramidendach und an der Südseite befindet sich eine Turmuhr, die im Jahre 1992 anlässlich einer Fassadenrestaurierung instand gesetzt wurde.
An der Nordwestseite ist am Polygon der Apsis ein weiterer erkerartiger Turmaufsatz mit Pyramidendach und einem Rundbogenfenster angebaut.

#### Innen
Die Kapelle ist ein dreijochiger Saalbau mit einem Fünfachtelschluss. Im westlichen Joch wird eine kreuzrippenunterwöbte Orgelempore zum Kirchenraum durch eine Brüstung und einen profilierten Spitzbogen abgeschlossen. Im Jahre 2002 wurde der Holzfußboden des Chores anlässlich des Orgeleinbaues saniert. Brüstung und Orgelfuß sind durch Maßwerk gegliedert. Ein Schulterbogenportal bildet den Zugang zum Treppentürmchen. An der Nordseite sind durch den Einzug von Strebepfeilern zwei Nischen entstanden.
Der Kapellenraum wird durch ein Kreuzrippengewölbe abgeschlossen, dessen Rippen auf den vom umlaufenden Kaffgesims gekappten Rundstabvorlagen ruhen.

#### Ausstattung

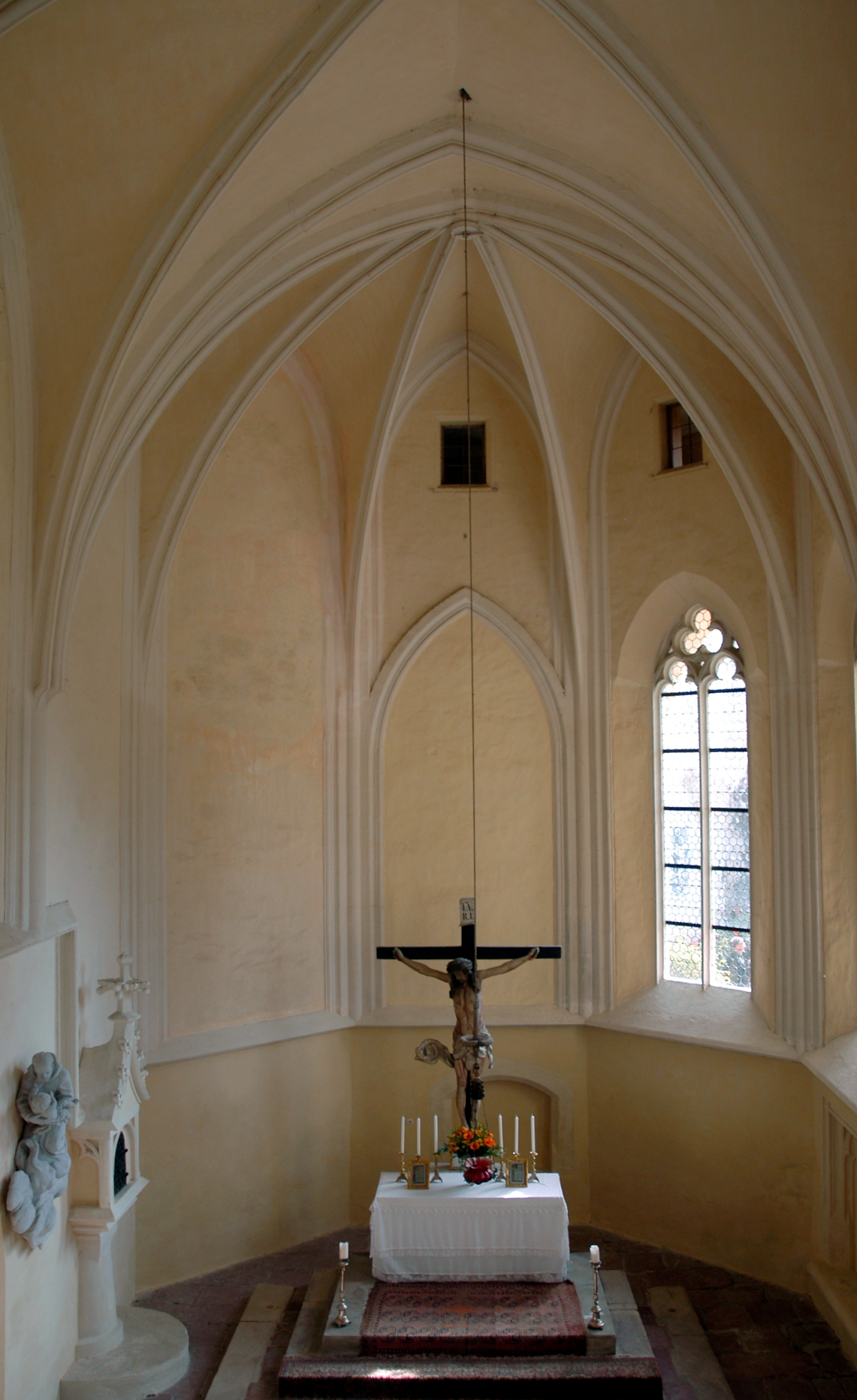
Apsis der Schlosskapelle

Der Boden besteht aus Adneter Marmor, die drei Maßwerkfenster der südlichen Außenmauer und jenes der Apsis sind mit nahezu farblosen grünstichigen Mondscheiben verglast.
In der Apsis erhebt sich hinter der schlichten Mensa ein großes aus dem Ende des 16. Jahrhunderts stammendes Kruzifix aus Holz. An der nördlichen Außenmauer befindet sich ein spätgotisches Sakramentshäuschen mit übergiebeltem Tabernakelaufsatz und Rosettengitter. Der Giebel ist mit gotischen Zierelementen in Form von Krabben besetzt und wird von einer Kreuzblume bekrönt. Links neben dem Sakramentshäuschen sind an der Wand Stuckfiguren der Heiligen Felix von Cantalice und Johannes Nepomuk aus dem 18. Jahrhundert. Zur Ausstattung gehört ein gotisierendes Gestühl mit spätgotischen Wangen.
Im Jahre 1992 wurde der Gewölbeschlussstein in der Apsis restauriert und der Innenraum neu ausgemalt.

##### Orgel
Die Orgel befindet sich symmetrisch auf der Empore, der Spieltisch ist freistehend mit Blickrichtung des Organisten zum Altar. Dahinter steht ein Unterkasten, der anlässlich der Übertragung des Instrumentes erhöht wurde, mit Balganlage und zwei Windladen, auf den Laden befindet sich das freistehende Pfeifenwerk mit teilweise gekröpften Pfeifen.
Das Instrument wurde im Jahre 1934 innerhalb eines knappen halben Jahres von der Firma Johann M. Kauffmann aus Wien für die Spitalskirche St. Gertrud in Klosterneuburg erbaut. Für den Bau war vermutlich der Vater des letzten Firmeninhabers, Johann M. Kauffmann (1883–1953), verantwortlich. Die Auftragsvergabe erfolgte am 17. Mai 1934, Andreas Weißenbäck legte am 26. Juni die Disposition fest, am 4. November fand die Weihe des Instrumentes durch den damaligen Prälaten von Stift Klosterneuburg statt.
Im Jahre 1941 wurde die Orgel durch die Erzeugerfirma in die Pfarrkirche Klosterneuburg-St. Leopold übertragen, wo sie bis zum Jahre 1990 verblieb. Anschließend war sie in der Servitenkirche in Wien als Zweitorgel in Verwendung, wo sie an der Emporenrückwand aufgestellt war. In den Jahren 2001 und 2002 war sie zum Verkauf inseriert und sollte nach Tschechien verkauft werden. Der Konvent der Serviten fasste den einstimmigen Beschluss, das Instrument müsse in Österreich bleiben, sodass die Orgel im Jahre 2002 schließlich in das Eigentum der Besitzer von Schloss Schrattenthal überging. Die neuerliche Weihe am derzeitigen Standort fand am 10. August 2002 statt.

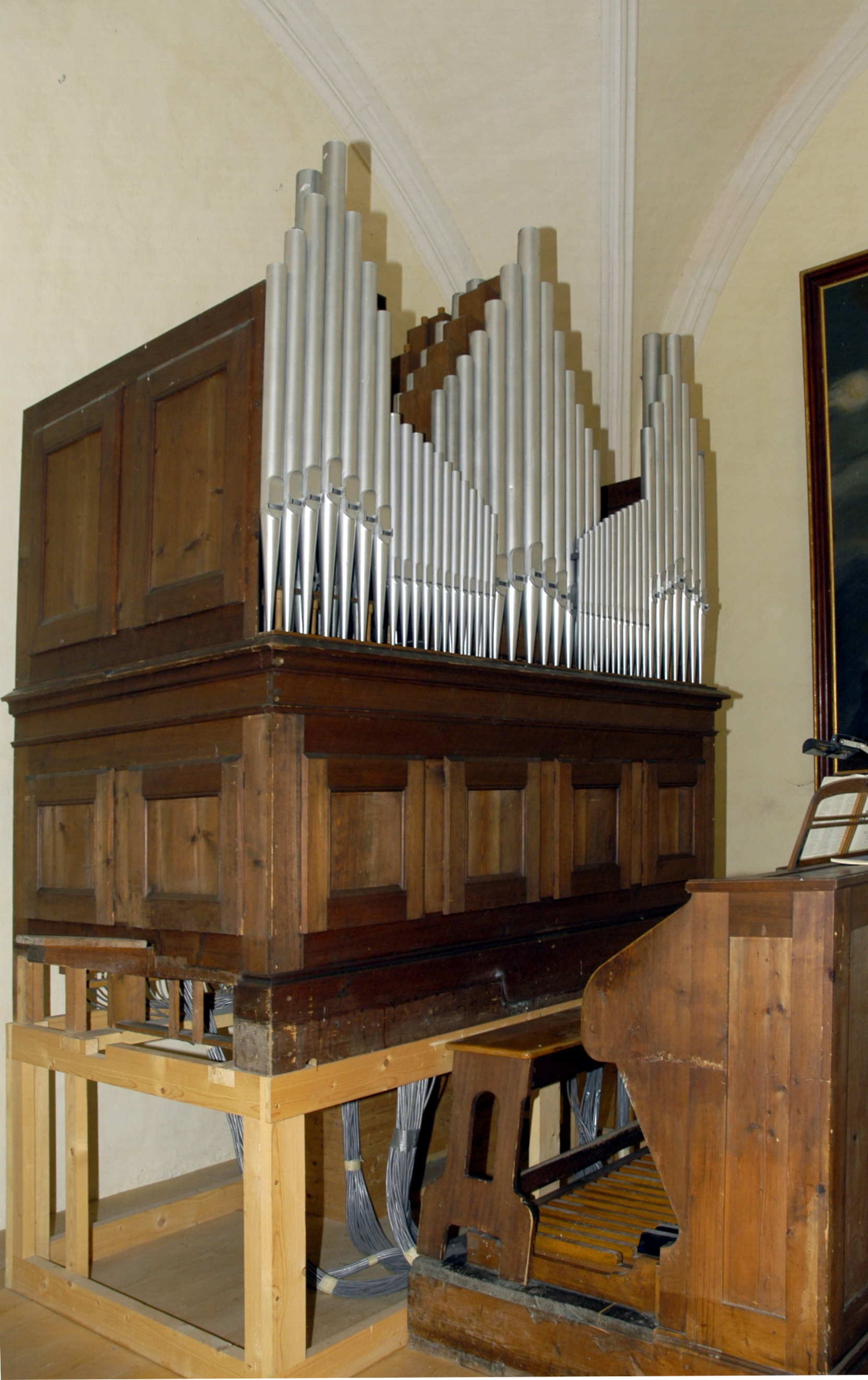
Die Orgel

Das Instrument wird über eine pneumatische Traktur angesteuert und verfügt über sieben Register, die sich auf zwei Manuale und Pedal verteilen. Hinter einem fünfachsigen Prospekt steht das Pfeifenwerk in einem nach oben offenen Gehäuse. Die flächige Schauseite wird außen und in der Mitte durch drei Pfeifenpyramiden in Terz-Aufstellung geprägt. Zwei nach außen aufsteigende flache Harfenfelder mit diatonischer Pfeifenaufstellung verbinden die Pyramiden. Die Orgel weist folgende Disposition auf:
| I Manual C–g3 |           |    |
| 1.            | Principal | 8′ |
| 2.            | Gedeckt   | 8′ |
| 3.            | Oktav     | 4′ |

| II Manual C–g3 |                     |      |
|                | Gedeckt (aus Nr. 2) | 8′   |
| 4.             | Salicional          | 8′   |
| 5.             | Spitzflöte          | 4′   |
| 6.             | Rauschquinte        | 2/3′ |

| Pedal C–f1 |         |     |
| 7.         | Subbass | 16′ |

- Koppeln:
  - Normalkoppeln: II/I, I/P, II/P
  - Superoktavkoppeln: Super I/I, II/I, II/II
  - Suboktavkoppeln: Sub II/I
- Nebenregister:
- Spielhilfen: Feste Kombinationen (p, f), Oktavkoppel, Auslöser, Registerschweller (Tritt)

##### Glocke
Vor dem Ersten Weltkrieg verfügte die Kapelle über eine Glocke. Im Jahre 1917 musste diese als Metallspende für Kriegsmaterial abgeliefert werden.

### Pförtnerhaus

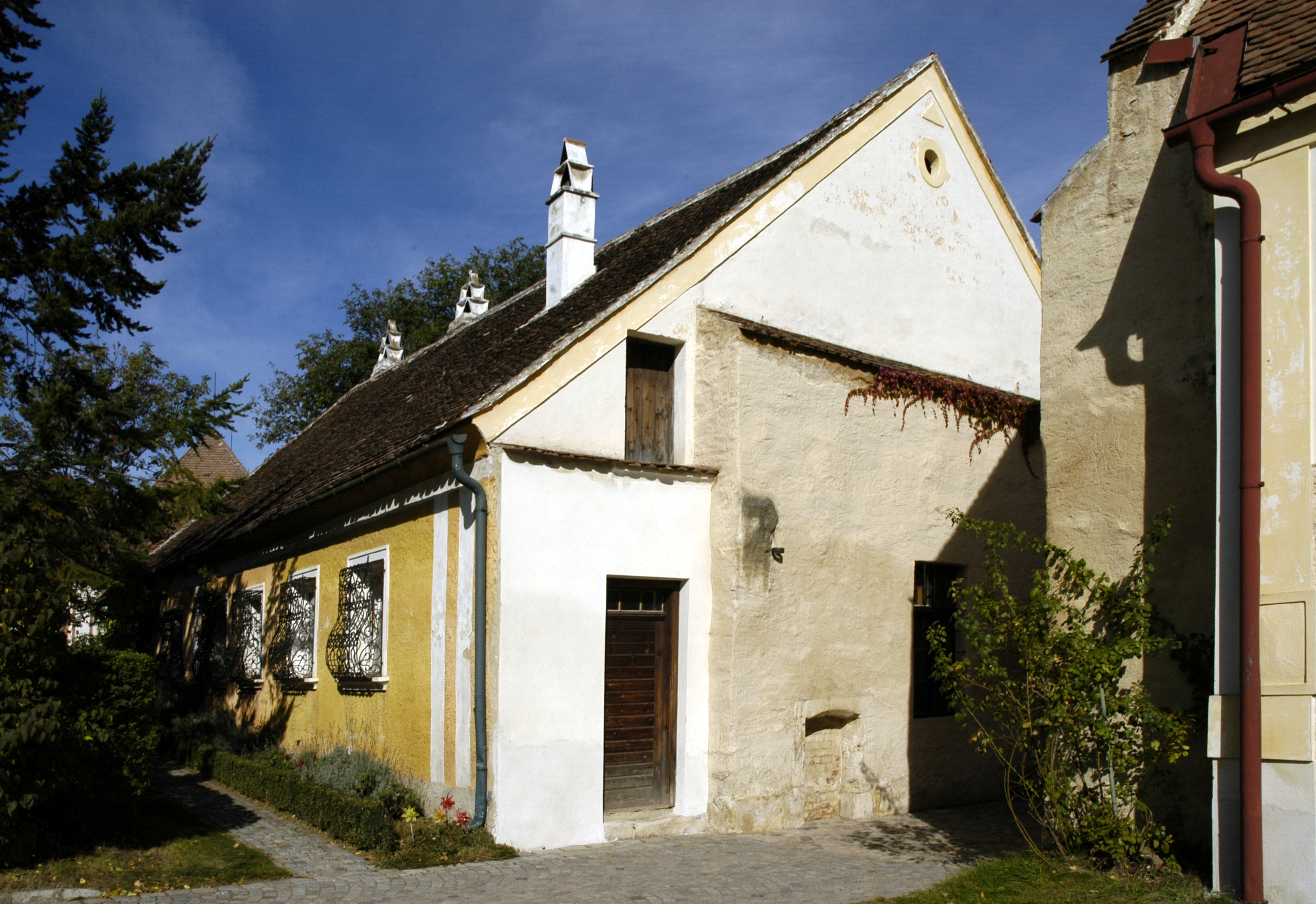
Das Pförtnerhaus

Westlich der Brückenzufahrt steht das im Kern spätgotische barockisierte Gebäude mit Satteldach, das zwischen 1784 und 1918 als Pfarrhof verwendet wurde. Die Südfassade ist durch Putzbänder sowie durch barocke, schmiedeeiserne Korbgitter vor den mit Sohlbänken versehenen Fenstern gegliedert.
Im Jahre 1998 wurden die Kamine und das Dach saniert und im Jahre 2000 erfolgte eine Innenrenovierung.

### Scheune (Maschinenhaus)

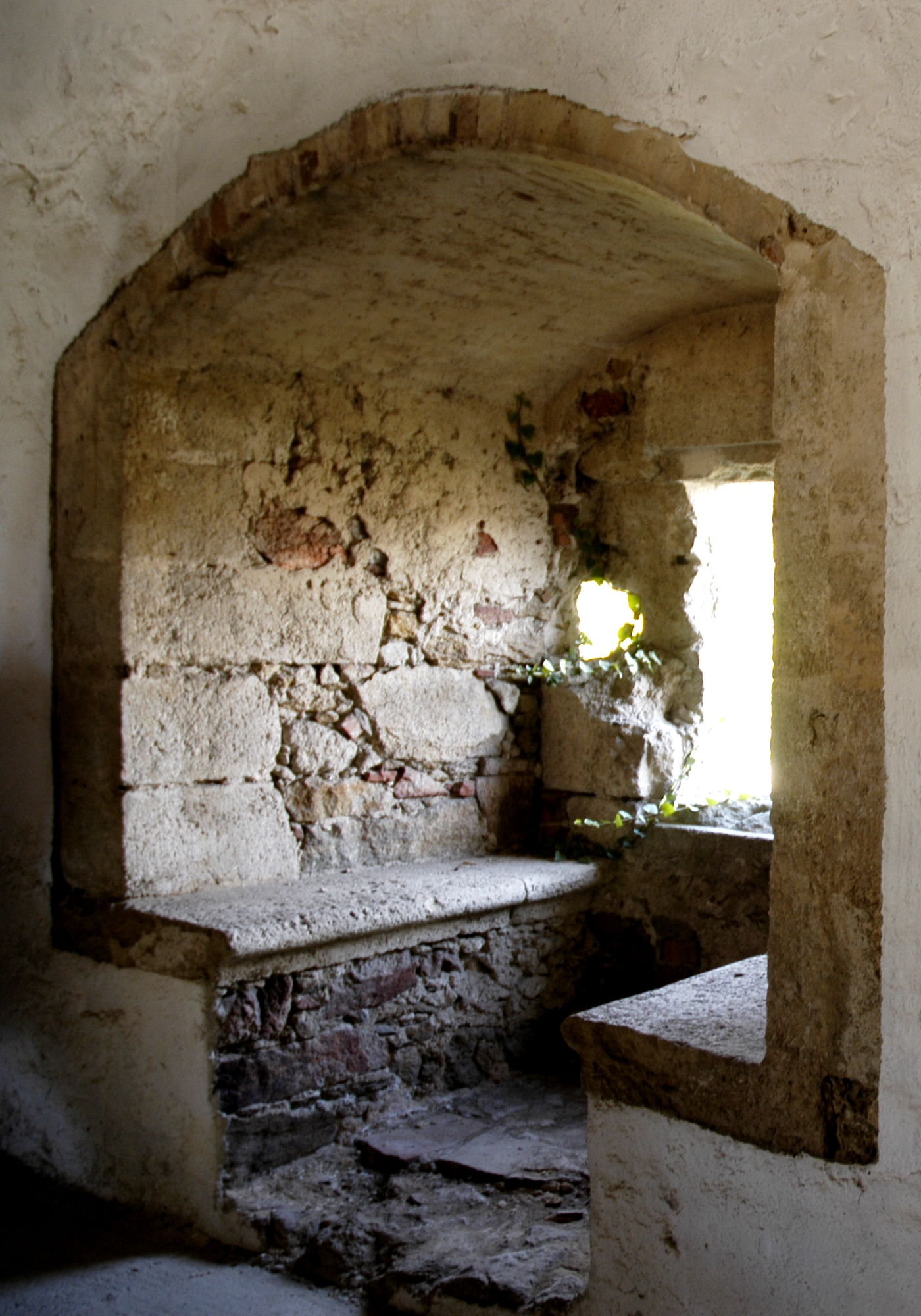
Sitznische in der Scheune

Östlich der Brückenzufahrt liegt die langgestreckte und mit einem Satteldach versehene Scheune mit Renaissancekern und barocker Fassade. Ihre nördliche steinsichtige Umfassungsmauer, an deren Innenseite eine Sitznische vor einem Schlitzfenster und mit einer nach unten zur Zufahrt gerichteten Schießscharte freigelegt wurde, war Teil der Befestigungsanlage. Außer diesem Schlitzfenster gibt es an der Nordfassade noch zwei Rundbogenfenster.
Das Gebäude wurde vom Jahre 1570 bis zum Jahre 1620 als protestantisches Bethaus genutzt und erhielt seine heutige Gestalt im 19. Jahrhundert. Andere Quellen vermuten das Bethaus an der Stelle des heutigen Schafstalles. Die Südfassade mit zwei Segmentbogenfenstern und dem zweiflügeligen segmentbogigen Hoftor wurde verputzt und durch Lisenen und Putzfaschen gegliedert.
In den Jahren 1990 und 1991 wurden zwei vermauerte Rundbogenfenster zu beiden Seiten des Hoftores freigelegt, die hinter Lisenen verborgen waren. Freigelegt wurden ferner ein Spitzbogenportal mit profiliertem Gewände an der Westseite der Fassade und mehrere Schlitzbogenfenster.

### Schafstall

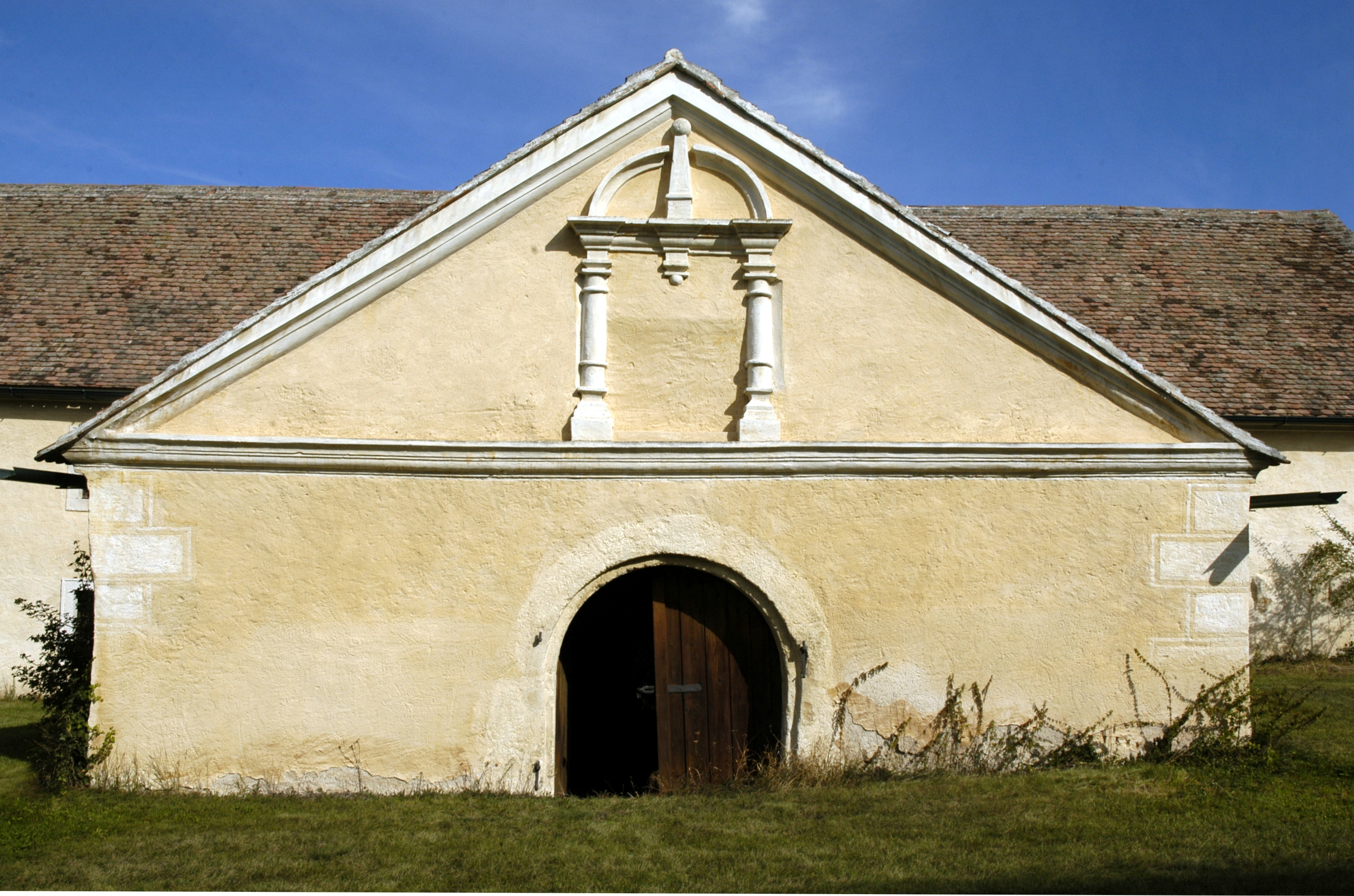
Erweiterungsbau des Schafstalles

Südöstlich der Scheune liegt das eingeschoßige Gebäude mit Satteldach, an welches im westlichen Drittel rechtwinkelig ein niedrigerer Erweiterungsbau anschließt. Der westliche Teil des Gebäudes verfügt über einen spätgotischen Baukern mit vierjochigem quadratischem Einstützenraum mit abgefastem Kreuzrippengewölbe auf einem Achteckpfeiler aus dem 15. Jahrhundert. Die schlichte Fassade hat mehrere quadratische Fenster mit einfachen Steingewänden. Ein teilweise vermauertes Portal mit profiliertem Gewände befindet sich im westlichen Bereich des Gebäudes. An der Südostecke befinden sich Mauerreste der ersten Befestigungsanlagen aus dem 13. Jahrhundert.
Der barocke Erweiterungsbau hat ebenfalls ein Satteldach, am Giebel des Torvorbaus befindet sich eine Blendädikula aus der zweiten Hälfte des 17. Jahrhunderts. Die Ecken hatten ursprünglich eine geritzte Ortssteinquaderung, die teilweise wieder freigelegt wurde. Im Inneren des Erweiterungsbaus führt eine breite Treppe aus Ziegeln und mit Ziegelüberwölbung in einen Kellerraum.
Im Jahre 1993 erfolgten eine Sanierung des Daches und eine Renovierung der Fassade, die im Jahre 1994 fertiggestellt wurde.

### Hungerturm

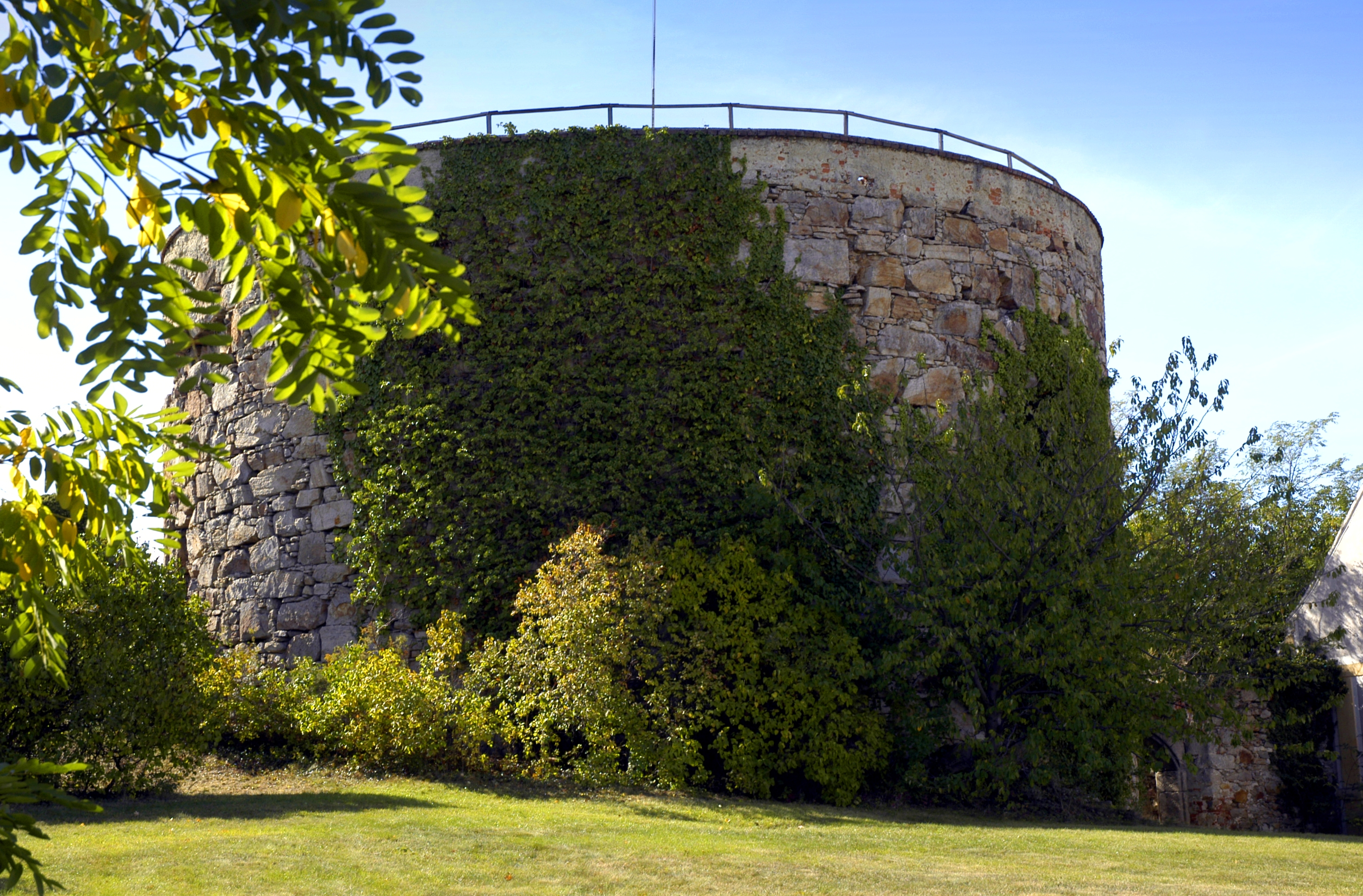
Der Hungerturm

Im Zentrum der südöstlichen Eck- und Torbefestigung erhebt sich der freistehende mächtige Rundturm mit einem Durchmesser von etwa 18 Metern und einer Mauerstärke von mehr als 5 Metern. Der in der Höhe um einen viereckigen Aufbau reduzierte Turm stammt in seiner heutigen Gestalt aus der Mitte des 15. Jahrhunderts. Er hat an der Ostseite einen in sechs Meter Höhe gelegenen Spitzbogeneinstieg in Rechteckblende mit Zugseillöchern. Dahinter liegen spitzbogige profilierte Innenportale und ein unverputztes über Schalung gemauertes Kreuzgratgewölbe. Die Treppe zwischen den Mauerschalen erhält ihr Licht durch eine Trichterluke.
Ulrich von Eyczing dürfte den Bau nach 1435 als Wehranlage gegen die Hussiten errichtet haben, zu einer Zeit, als die Gefahr bereits gebannt war. Die Innenportale beweisen, dass der Turm zumindest zeitweise für Gerichtszwecke genutzt wurde. Dafür spricht auch das Vorhandensein eines Verlieses im Keller.
Unmittelbar südlich des Turmes befindet sich in der Wehrmauer eine Toranlage, die aus einer Einfahrt und einer Mannpforte besteht und ursprünglich durch eine Zugbrücke gesichert war.

### Schüttkasten

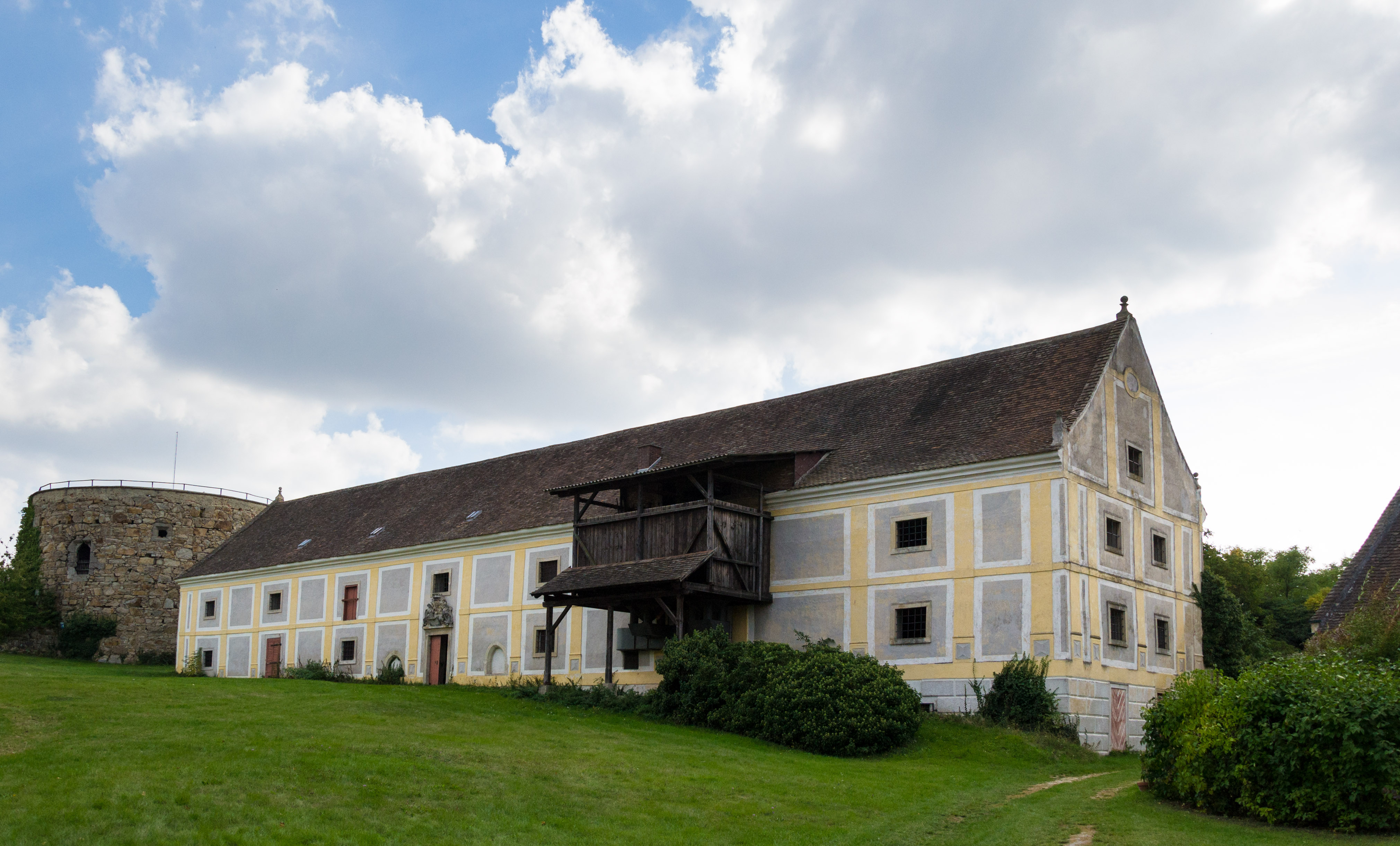
Der Schüttkasten

Westlich des Hungerturmes steht der langgestreckte zweigeschoßige spätbarocke Schüttkasten aus dem Jahre 1713. Die Fassade ist durch Putzfaschen gegliedert, die Fenster- und Türöffnungen haben Steingewände. In den mit Kugelaufsätzen bekrönten Giebeln befinden sich Okuli.
Das Erdgeschoß hat ein mehrjochiges Tonnengewölbe auf mächtigen Stützen mit quadratischer Basis und abgefastem Schaft. Das Obergeschoß hat eine Holztramdecke über der sich ein Dachboden befindet.
Über dem Rechteckportal des Schüttkastens ist eine mit 1713 bezeichnete Portalbekrönung mit allegorischen Figuren und einer Wappenkartusche mit dem Wappen des Freiherrn Putz von Adlersthurm angebracht. Zu beiden Seiten des Portals befindet sich je ein vermauertes Spitzbogenfenster.
Im Jahre 1987 wurde das Dach saniert und in den Jahren 1996/97 erfolgte eine Restaurierung der Fassade.

### Wachturm
Zwischen dem Schüttkasten und dem Presshaus liegt etwas nach Süden zurückgesetzt ein dreiachsiges Gebäude mit Satteldach und schmuckloser Fassade, das aus einem Wachturm entstanden ist und jetzt als Wohngebäude genutzt wird.

### Presshaus
Im Südwesten der Vorburg steht die im Kern spätgotische eingeschoßige Dreiflügelanlage. Die vorderen Flügelköpfe haben Volutengiebel mit Okuli vom Ausbau aus dem 18. Jahrhundert. Über dem rechteckigen Mittelportal befindet sich eine mit 1553 bezeichnete Lünette mit dem Wappen der Eyczinger. An der Fassade sind Reste eines Spitzbogenfensters. Im Längsflügel befindet sich eine Holzbalkendecke, eine breite Treppe führt in den Weinkeller.
Im Jahre 1994 wurde das Dach saniert und im darauffolgenden Jahr erfolgte die Restaurierung der Fassade. Die Renovierung der Wohnungen fand im Jahre 2000 statt.

## Wirtschaftshof
Der Wirtschaftshof (ehemals Meierhof) liegt nordöstlich des Schlosses, von dem er durch den ehemaligen Wassergraben getrennt ist. Der große, nahezu quadratische Hof wird im Osten durch eine Einfahrt von der Hauptstraße her erschlossen und ist an der Nordwestecke zum Markersdorfbach hin offen. Um den Hof sind die Wirtschaftsgebäude aus dem 18. und 19. Jahrhundert mit schlichten Fassaden angeordnet. Der Wirtschaftshof steht gemeinsam mit dem Schloss unter Denkmalschutz.
Ende des 20./Anfang des 21. Jahrhunderts erfolgte eine umfangreiche Gebäudesanierung. Sie wurde im Jahre 1989 mit der Restaurierung der Außenfassade und der Fenstersanierung begonnen. 1990 folgte die Restaurierung der Innenfassaden und im Jahre 2002 wurde die Südfassade instand gesetzt.

## Umgebung
Benachbarte Burgen und Schlösser sind Ruine Neudegg, Schloss Therasburg, Wasserschloss Oberhöflein und Schloss Fronsburg.